# اسخاس‌برخ
اسخاس‌برخ (به هلندی: Schaesberg) یک منطقهٔ مسکونی در هلند است که در Landgraaf واقع شده‌است.